# Alchemilla anglica
Alchemilla anglica é uma espécie de rosácea do gênero Alchemilla, pertencente à família Rosaceae.